# Château de Monbrillant
Le château de Monbrillant (ou de Montbrillant, am Sandberge ou Mummerjan) est une folie construite durant la première moitié du XVIIIe siècle, à Hanovre. Après avoir été démoli au milieu du XIXe siècle, il est reconstruit à Georgsmarienhütte comme maison pour le directeur de la Georgs-Marien-Bergwerks- und Hüttenverein (de) et détruit définitivement en 1925.

## Histoire

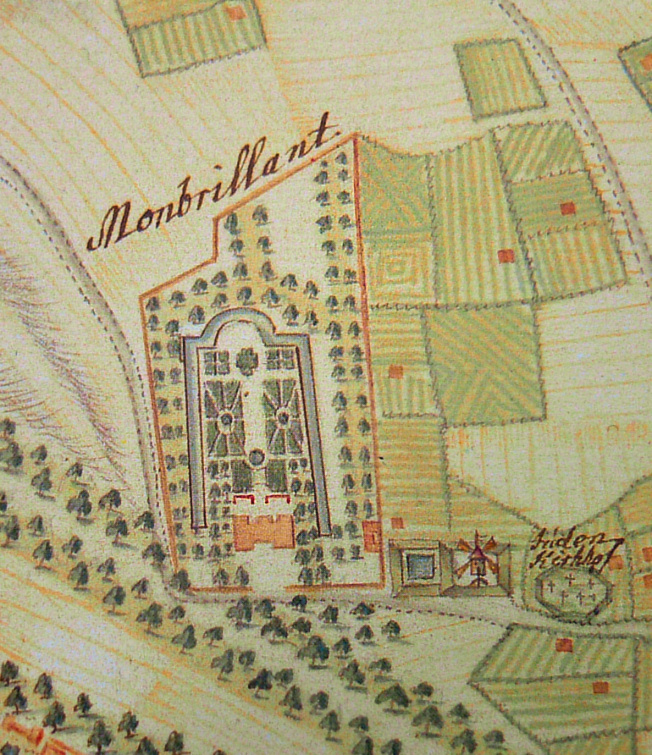
Plan du château et jardins, 1763

Cadeau du roi George Ier, la comtesse Sophie von Platen-Hallermund rachète le terrain à Welfengarten (de). L'architecte français Louis Remy de la Fosse dessine le château en 1713 et Johann Christian Böhme l'élève sur Am Puttenser Felde (de) entre 1717 et 1720. Après la mort de la comtesse en 1726; le château est racheté et sert de maison d'hôtes. De 1814 à 1837, il sert de résidence à Adolphe de Cambridge. Georg Ludwig Friedrich Laves le reconstruit dans ce sens en 1816. Ernest-Auguste Ier et Georges V de Hanovre viennent aussi y séjourner. C'est ici que Georges V rencontre sa femme, Marie de Saxe-Altenbourg, le 14 juillet 1839.
En 1857, le château est démoli pour laisser place au Welfenschloss qui accueillera l'université Gottfried Wilhelm Leibniz de Hanovre.
Contre 5 010 thalers, les pierres sont revendus à la société Georgs-Marien-Bergwerks- und Hüttenverein (de) qui souhaite créer une grande aciérie près d'Osnabrück. Le bâtiment est donc légèrement modifié et est rebaptisé Mummerjan. Il sert au directeur de l'usine et aux administrateurs pour des réunions jusqu'en 1924.

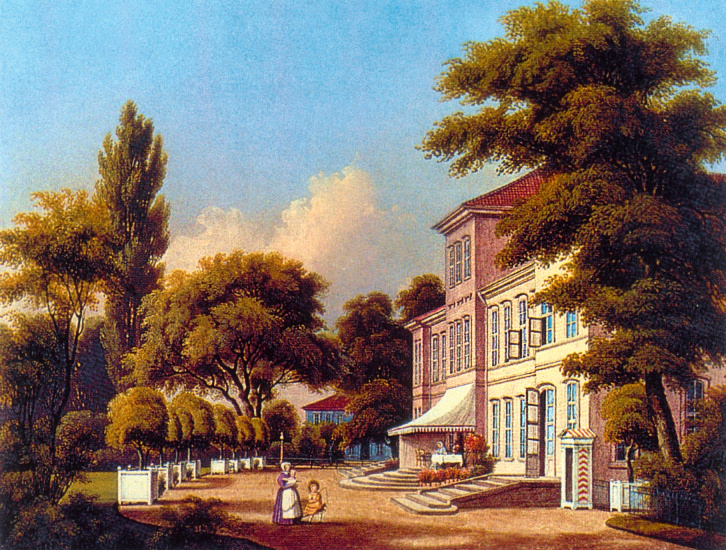
Le château en 1846

Quand la Klöckner-Werke (de) décide de s'étendre en 1923, le bâtiment est démoli deux ans plus tard. Les pierres en grès resservent en 1935 pour la construction de l'église du Sacré-Cœur d'Osnabrück.

## Source, notes et références
- (de) Cet article est partiellement ou en totalité issu de l’article de Wikipédia en allemand intitulé « Schloss Monbrillant » (voir la liste des auteurs).